# Budai Nátán
Budai Nátán (? - 1427 előtt) talmudtudós
Hittudománnyal foglalkozott és 1427 előtt élt. Nagyszombati Izsák rabbi kortársa volt és fiatal korában a csehországi Egerben az ottani Nátán nevű rabbinak volt a tanítványa. Életéről igen kevés adat maradt fenn.